# Ceresole Reale

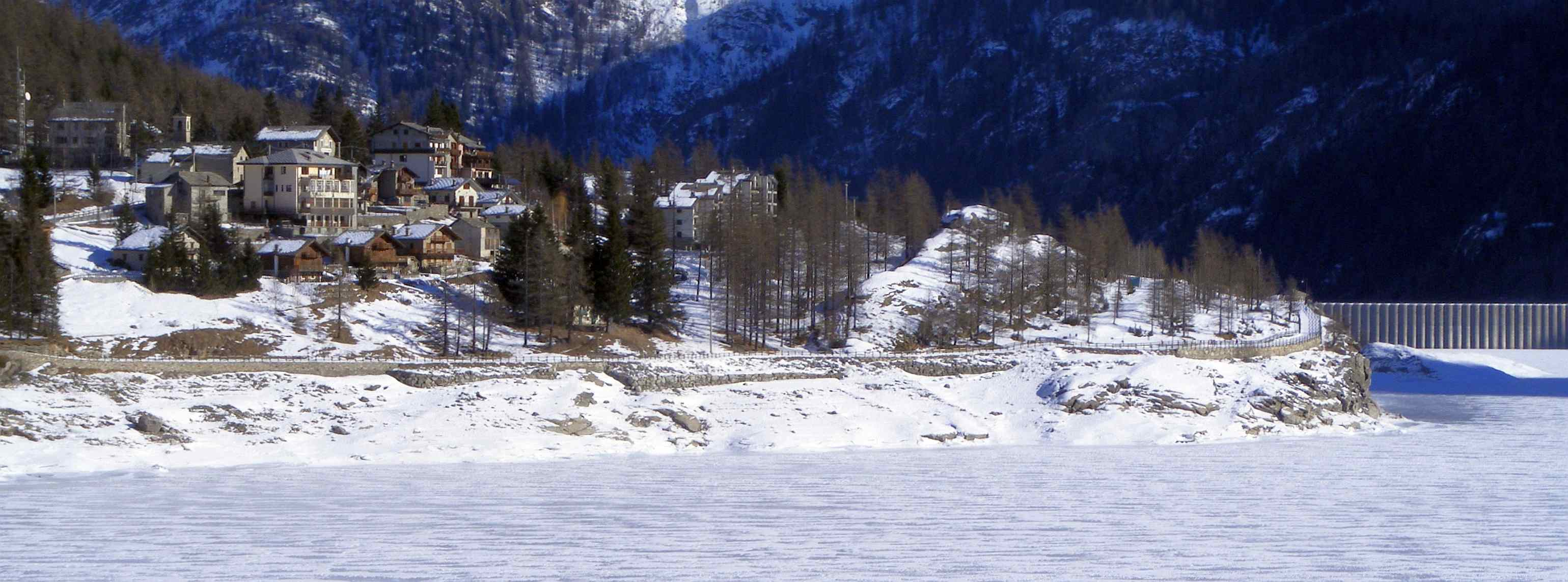
Panorama.

Ceresole Reale (en piamontés Ceresòle, en francoprovenzal Cérisoles) es un municipio italiano de 158 habitantes de la provincia de Turín situado en la parte alta del valle del Orco.
El nombre probablemente se refiere a la presencia en la zona, antiguamente, de un bosque de ceresiolae, es decir, pequeñas cerezas. 
El municipio de Ceresole Reale forma parte de la «Comunità Montana Valli Orco e Soana» y del Parque nacional del Gran Paraíso; en el territorio municipal está ubicada la estación meteorológica de Ceresole Reale. Forma parte del área de lengua minoritaria «Franco-Provenzale» o arpitano.
El pueblo está situado sobre el Lago di Ceresole, un reservorio hidroeléctrico.

## Evolución demográfica
| Gráfica de evolución demográfica de Ceresole Reale entre 1861 y 2001 |
|                                                                      |
| Fuente ISTAT - elaboración gráfica de Wikipedia                      |